# Paul-Falle

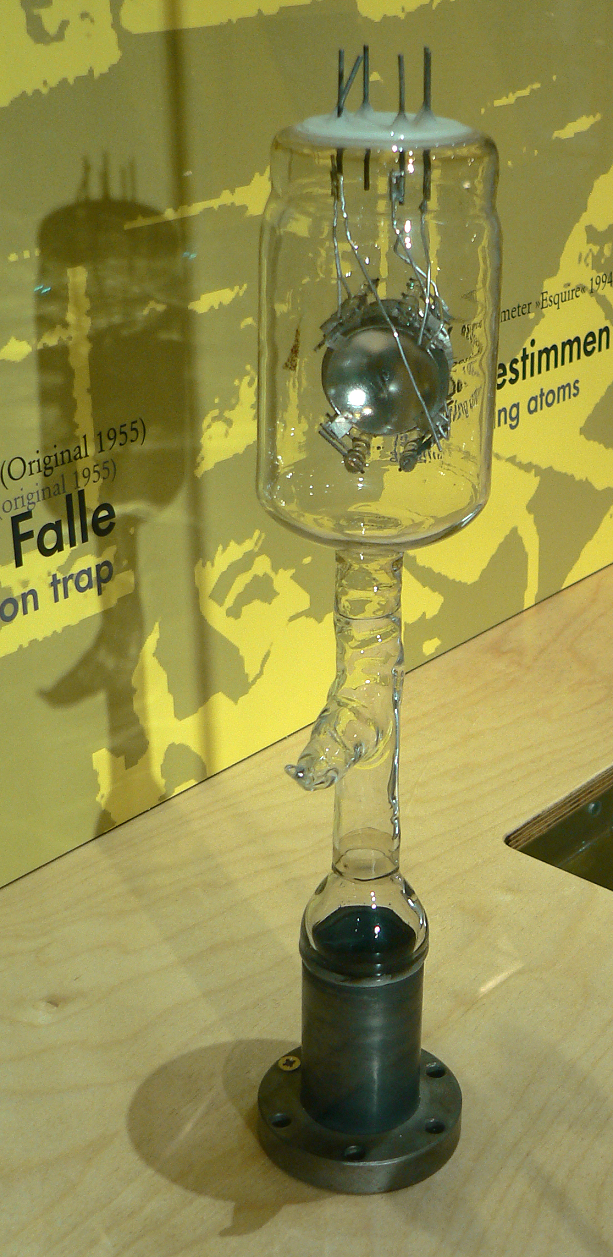
Paul-Falle von 1955 im Deutschen Museum Bonn

In einer Paul-Falle (auch Paul-Ionenkäfig) werden elektrisch geladene Teilchen mittels eines elektrischen Wechselfeldes gespeichert. Gelegentlich wird sie auch als Quadrupol-Ionenfalle bezeichnet, was sich auf die Geometrie des verwendeten Feldes bezieht. Der deutsche Physiker Wolfgang Paul erhielt für die Entwicklung den Physik-Nobelpreis 1989.

## Theorie

Querschnittsschema einer Paul-Falle mit positiv geladenem Teilchen (rot), das von einer Wolke gleichgeladener Teilchen umgeben ist. Das elektrische Feld (blau) wird erzeugt durch einen Quadrupol aus Endkappen (a) und Ringelektrode (b). 1. Wechselspannungsphase mit positiver Ladung an den Endkappen, 2. mit negativer Ladung. Die Teilchenwolke wird periodisch verzerrt.

Die Paul-Falle besteht in ihrer klassischen Bauform aus drei Elektroden: Einer ringförmigen Elektrode und zwei elektrisch verbundenen Endkappenelektroden, die zu beiden Seiten des Rings angebracht sind. Die Elektroden haben hyperbolische Innenflächen. Zwischen Ringelektrode und Endkappenelektroden wird eine Wechselspannung mit einer Hochfrequenz (HF) von meist 1 MHz angelegt, die im Inneren der Falle ein elektrisches Quadrupolfeld erzeugt, das auf die Ionen eine zeitlich periodisch wechselnde Kraft ausübt. Je weiter sich die Ionen vom Zentrum der Falle entfernen, desto größer wird die speichernde Kraft.
Eine Wolke von Ionen im Inneren der Falle erfährt in der Frequenz des Wechselfeldes abwechselnde Kräfte: Fokussierung in der Ringebene (durch die Ringelektrode) bei gleichzeitiger defokussierender Kraft senkrecht dazu (durch die Endkappenelektroden). Beim Phasenwechsel dann eine Fokussierung senkrecht zur Ringebene bei gleichzeitiger Defokussierung in der Ringebene. Beide Effekte wechseln sich mit hoher Frequenz ab und erzeugen eine effektive Fokussierung in allen drei Dimensionen, also eine Speicherung.
Die genauen Bahnen der Ionen werden durch die Mathieuschen Differentialgleichungen beschrieben – benannt nach dem Mathematiker Émile Léonard Mathieu. Eine auch für Nichtexperten verständliche Darstellung der Paul-Falle und deren theoretische Behandlung mit der Mathieu-Gleichung wurde von R.E. March verfasst.

## Lineare Bauform

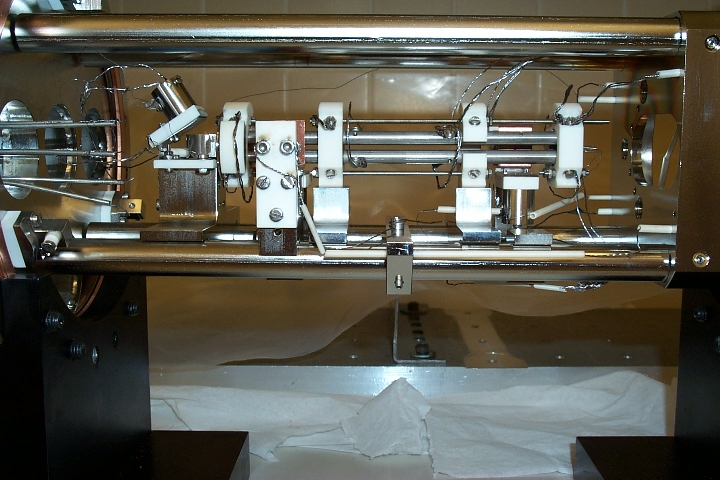
Foto einer linearen Paul-Falle während der Wartung an der University of Calgary

Praktisch wird oft eine lineare Bauform der Paul-Falle bevorzugt. Hierzu werden vier gleich lange metallische Stäbe verwendet, die zueinander parallel im Rechteck angeordnet werden, so dass sie einen Quader (Quadrupole electrodes) bilden. Die Stäbe bestehen jeweils aus drei Teilstücken, die voneinander durch Isolatorringe elektrisch getrennt sind. Sie werden nun analog dem klassischen Aufbau mit einem elektrischen Wechselfeld betrieben; die Mittelstücke der Stäbe bilden die Ringelektrode und die Endstücke bilden die Endkappenelektroden. Dies erlaubt eine Speicherung von Ionen im Inneren des sich ergebenden Quaders.
Diese Bauform ist einfacher und hat den entscheidenden Vorteil, dass sie an beiden Längsseiten eine Öffnung enthält, über die zum Beispiel einfacher mittels eines Lasers zur Messung oder Kühlung der Teilchen eingegriffen werden kann, ohne die Feldgeometrie zu stören. Sie kann auch als Massenspektrometer eingesetzt werden (sogenannte Quadrupol-Massenspektrometer).

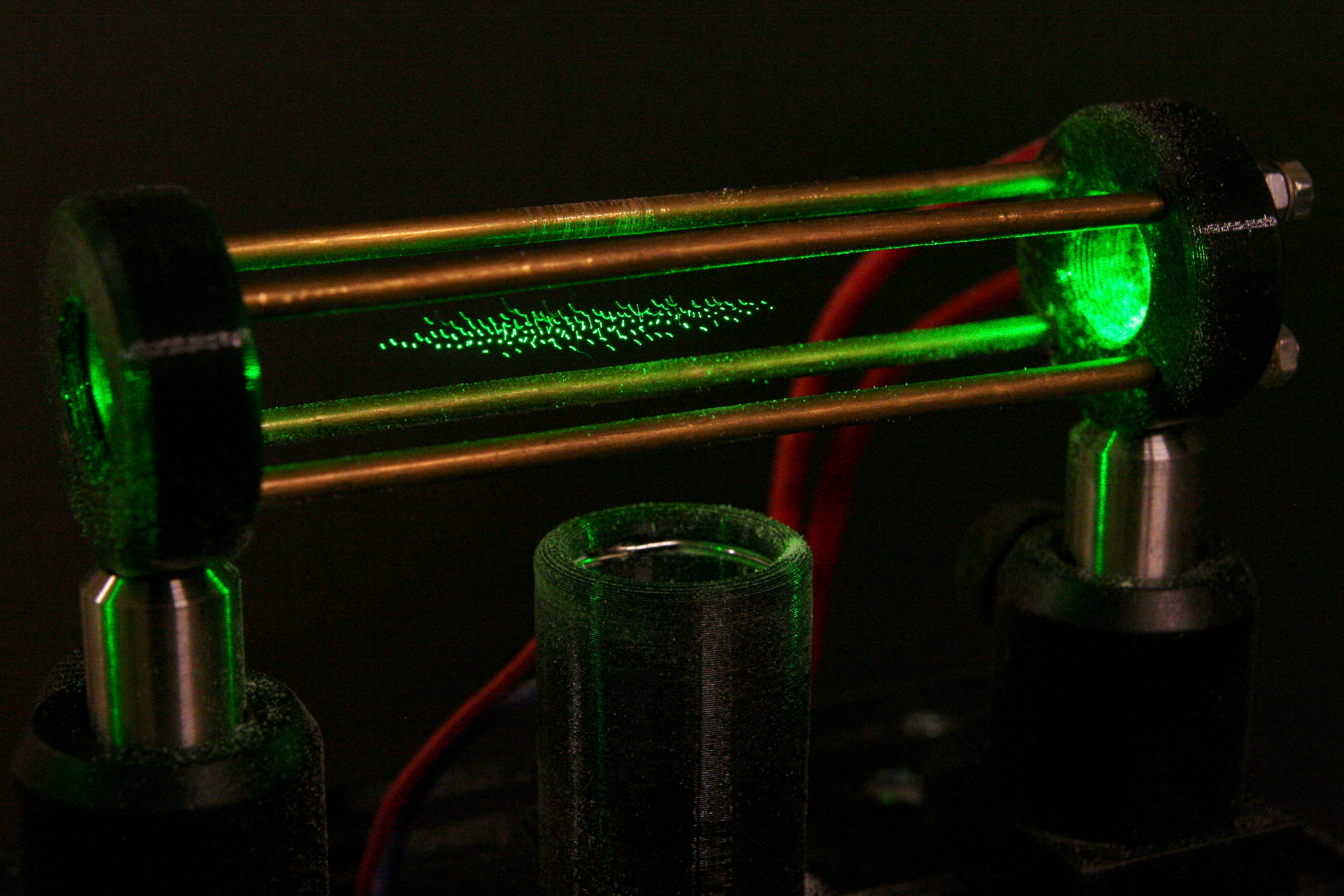
Lineare Paul-Falle im Versuch

## Verwendung
Die Paul-Falle stellt eine einfache Möglichkeit zur Speicherung geladener Teilchen dar. Da die Stabilität der Bahnen vom Masse-Ladungs-Verhältnis der Ionen abhängt, kann die Paul-Falle zum Beispiel zur Massenanalyse in Ionenfallen-Massenspektrometern benutzt werden. Weiterhin spielt die Paul-Falle bei den ersten Ansätzen zur Realisierung eines Quantencomputers eine große Rolle. 1995 machten J. I. Cirac und Peter Zoller hierzu erstmals einen Vorschlag, dessen Tauglichkeit kurze Zeit später experimentell gezeigt werden konnte.

## Mechanisches Analogon
Ein anschauliches Modell nach Wolfgang Paul anlässlich seiner Nobelvorlesung erleichtert die Vorstellung des Prinzips: Eine Kugel würde von einer ruhenden Sattelfläche herunterrollen. Rotiert die Fläche aber, kann die Kugel stabilisiert werden. Je weiter die Kugel sich vom Zentrum wegbewegt, umso steiler ist die Fläche und umso stärker ist die rücktreibende Kraft. Eine Demonstration des mechanischen Analogons zeigt ein Video der Universität Freiburg.

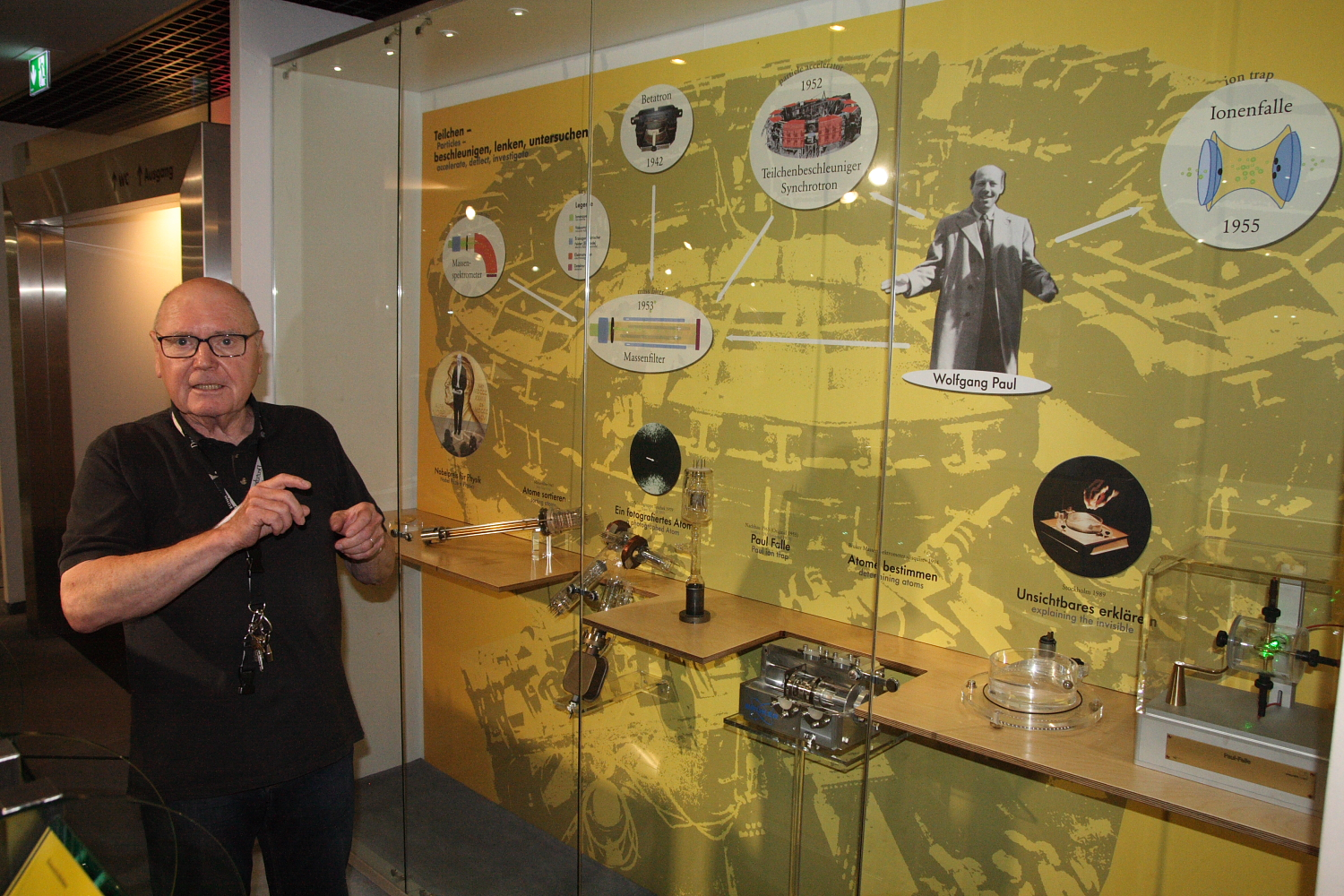
Übersicht über das Werk Wolfgang Pauls im Deutschen Museum Bonn
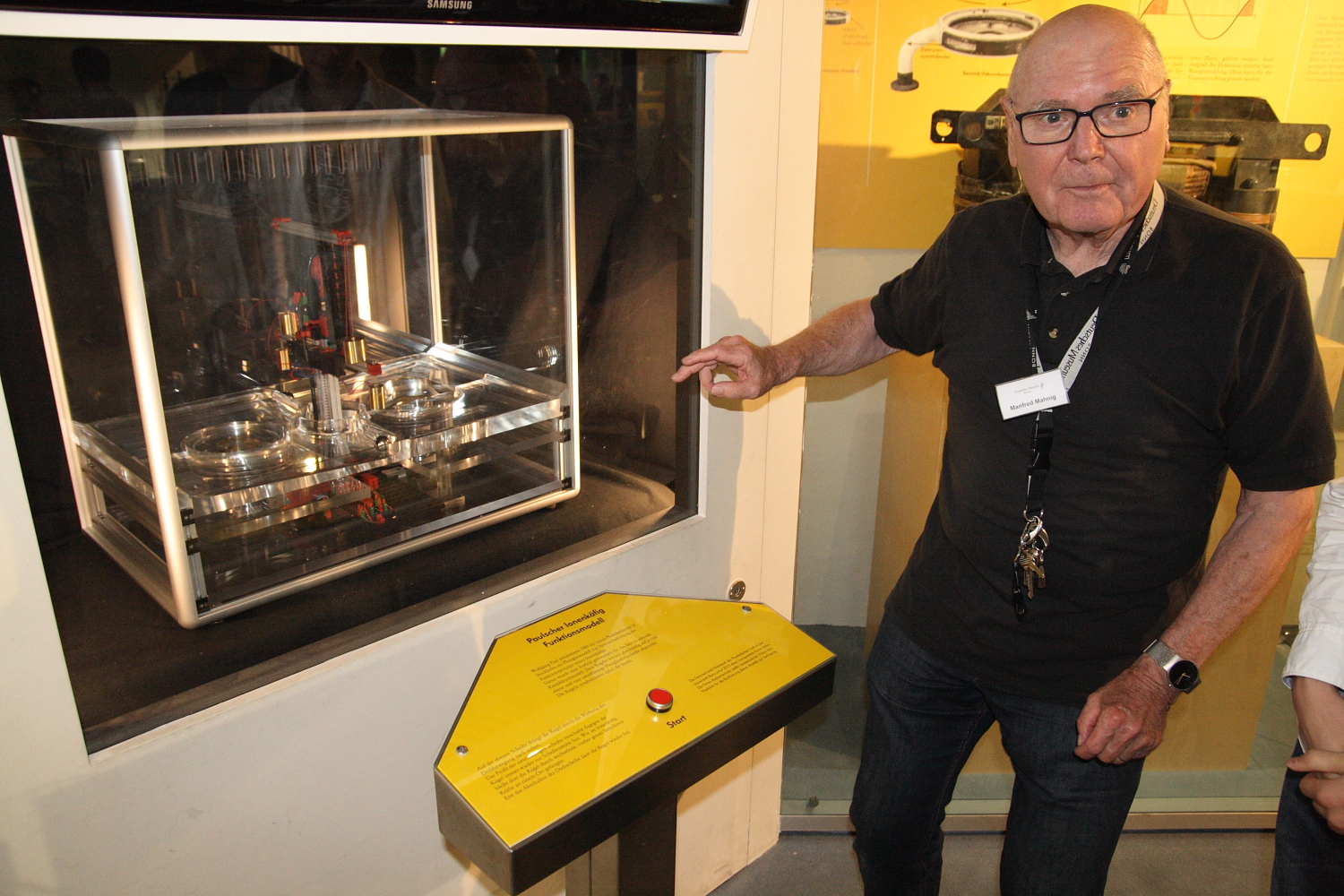
Mechanisches Analogon einer Paul-Falle
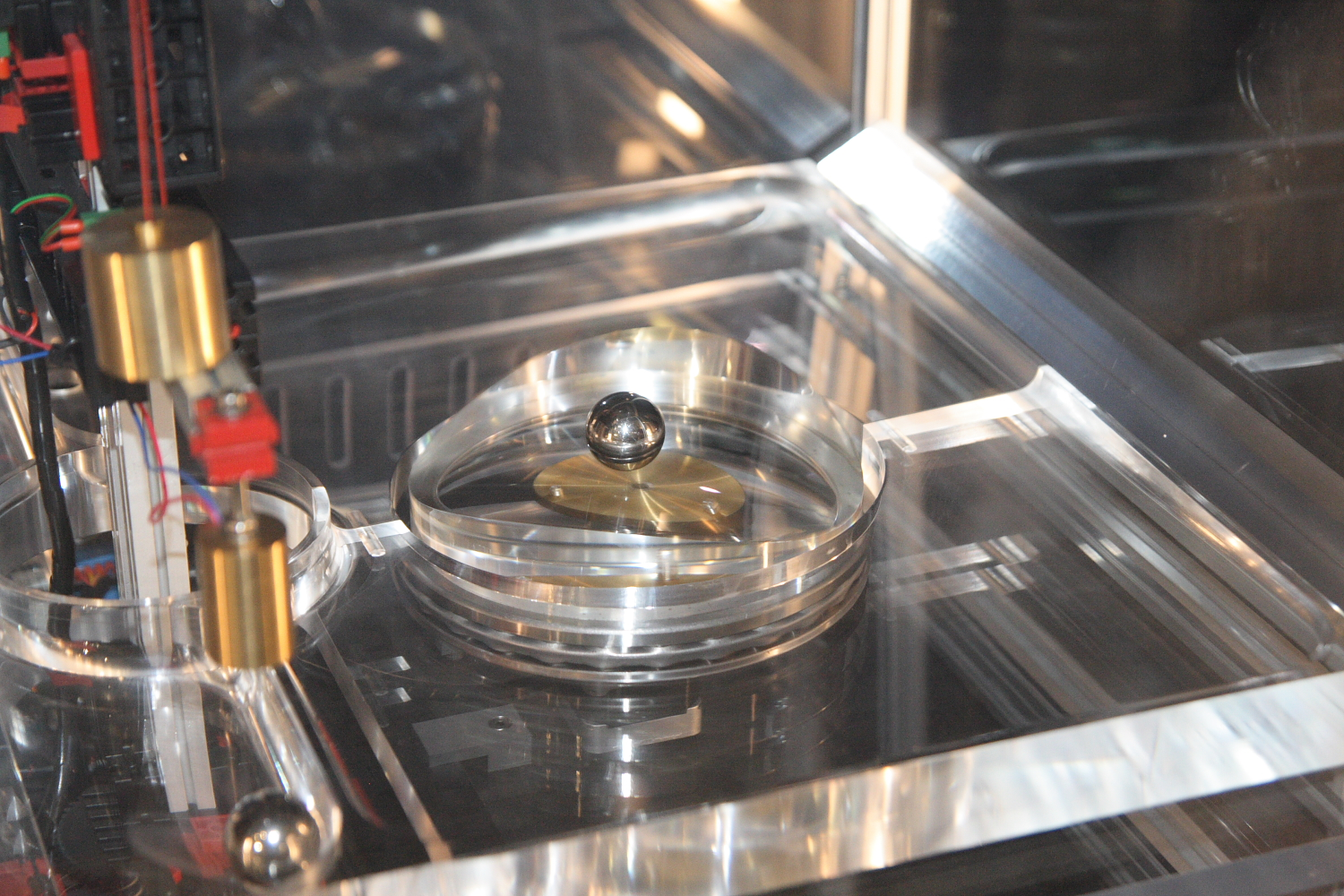
Funktionsdetail des mechanischen Analogons der Paul-Falle

## Weiterentwicklungen
David Wineland vom National Institute of Standards and Technology in Boulder, Colorado gelang es durch die Anwendung von Laserkühlung die Paul-Falle entscheidend weiterzuentwickeln.
In den Potenzialmulden der Paul-Falle lassen sich die Teilchen für Stunden, Tage oder sogar Monate einfangen. Allerdings liegen die Atome darin nicht ruhig, sondern schwingen selbst nahe dem absoluten Temperaturnullpunkt noch um ihre Ruhelage. Dabei können die gefangenen Ionen sich nicht beliebig hin und her bewegen, sondern nur in ganz bestimmten Auslenkungen. Um die Teilchen abzubremsen und in einen Zustand möglichst niedriger Energie zu versetzen, bestrahlten die Forscher um David Wineland am NIST sie mit Laserlicht.
Der Effekt basiert darauf, dass ein Atom, wenn es einem Laserstrahl entgegenläuft, Photonen aufnehmen kann. Dabei wird der Impuls der Photonen auf das Atom übertragen, das so in der entgegengesetzten Richtung abgebremst wird. Wenn das Atom nun von seinem angeregten Zustand wieder in den Grundzuständ zurückkehrt gibt es Photonen in alle Raumrichtungen ab – und nur zu einem ganz kleinen Teil in die Richtung der Photonen, die es abgebremst haben. Dabei verliert es Energie in der Richtung des Laserstrahls, dem es entgegenläuft.

## Patente
- Patent  DE944900: Verfahren zur Trennung bzw. zum getrennten Nachweis von Ionen verschiedener spezifischer Ladung. Angemeldet am 24. Dezember 1953, Erfinder: W. Paul, H. Steinwedel (deutsche Priorität 23. Dezember 1953).‌
- Patent  GB773689: Improved arrangements for separating or separately detecting charged particles of different specific charges. Erfinder: W. Paul (deutsche Priorität 23. Dezember 1953).‌
- Patent  US2939952: Apparatus for separating charged particles of different specific charges. Erfinder: W. Paul, H. Steinwedel (deutsche Priorität 23. Dezember 1953).‌